# Грешник (фильм)
«Грешник» — советский художественный фильм 1988 года, снятый режиссёром Владимиром Попковым на Национальной киностудии художественных фильмов им. А. Довженко.

## Сюжет
Пётр Иванович Маслов, талантливый токарь, не может найти работу из-за своей высокой профессиональной скрупулезности. Ему удаётся помочь незнакомой женщине с автомобилем, после чего он начинает работать в частном автосервисе. Коллеги предлагают ему вернуться на завод, но Маслов отказывается.

## В ролях
- Юозас Будрайтис — Пётр Иванович Маслов
- Лия Ахеджакова — Зинаида Маслова
- Ксения Рябинкина — хозяйка «Мерседеса»
- Георгий Дрозд — хозяин автосервиса
- Сергей Акимов — начальник цеха
- Виктор Мирошниченко — мастер на заводе
- Николай Олейник — мастер на заводе
- Юрий Медведев — начальник отдела кадров
- Пётр Бенюк — Василий Афанасьевич
- Борислав Брондуков — мастер цеха

## Съёмочная группа
- Режиссёр: Владимир Попков
- Сценарист: Владимир Гоник
- Оператор: Валерий Анисимов
- Художник: Вячеслав Ершов
- Звукорежиссёр: Богдан Михневич
- Композитор: Олег Кива